# König Menelaus im Kino
König Menelaus im Kino ist ein kurzer, österreich-ungarischer Stummfilmschwank aus dem Jahre 1913.

## Handlung
Der Offenbach‘sche Spartanerkönig Menelaus ist aus tausendjährigem Schlaf erwacht und zusammen mit dem königlichen Großaugur Kalchas von einem findigen Theateragenten nach Wien gelockt worden, um in der Adria-Ausstellung das Marine-Kino zu besuchen. Dort wendet sich der Monarch an die Menschen und hält im Zuschauerraum eine Ansprache an das Volk. Gebannt lauscht die Gästeschar seinen Worten. Dabei macht Menelaus im Publikum eine Tänzerin aus und ist schockverliebt. Vor den Augen ihres anwesenden Gatten entführt er die überraschte Schöne und hat bald den wütenden Ehemann an seinen Fersen. Es kommt zu einer ebenso lustigen wie turbulenten Verfolgungsjagd, die auf der Kinoleinwand im Saale übertragen wird. Zum Schluss stellt sich alles nur als ein übermütiger Ulk heraus, den eine kleine Gruppe von für den Film arbeitenden Schauspieler zur Belustigung aller auf die Beine gestellt hat.

## Produktionsnotizen
König Menelaus im Kino wurde als Versuch gewertet, die damals noch scheel angesehene Kinematographie mit der angesehenen Theaterkunst zu versöhnen, in dem man beide Kunstformen ineinander verwebt und so miteinander vereint. Die Uraufführung des rund 300 Meter kurzen Einakters fand am 26. Juli 1913 im Marine-Kino der Adria-Ausstellung statt.
Der Operettenkomponist Robert Stolz lieferte mit „Denn alles geht nach Metern“ auch ein Couplet zu diesem Filmspaß. Das „Menelaus“-Drehbuch gilt als das älteste heute noch vorhandene Filmmanuskript Österreichs.

## Kritiken
„Die Neuheit besteht darin, daß man einen Teil auf der Bühne, den anderen Teil auf der Leinwand spielen läßt, was bei richtiger Mischung von unfehlbarer Wirkung ist. (…) Die Regie führte der von der „Hölle“ her bekannte Chansonnier Hans Otto vortrefflich. (…) Als Theateragent Rosensaft war Friedrich Becker von unwiderstehlicher Wirkung. (…) Kapellmeister Stolz hatte eine echt wienerische Musik beigesteuert.“

„Der Versuch, Theater und Kino im Rahmen eines Schwankes in harmonischen Einklang zu bringen, ist … wohl gelungen. (…) Zu der witzigen Handlung, welche ebenso wie die Darstellung den lebhaften Applaus des Publikums fand, hat Robert Stolz eine liebenswürdige Musik geschrieben. Ein Coupletterzett „Denn alles geht nach Metern“ schlug besonders ein. Um die Darstellung machten sich vor allem die Herren Nekut (Menelaus) und Bartl (Kalchas) sowie die schicke Tänzerin Finy Bonnot verdient.“

„Die Abenteuer des lustigen Spartanerkönigs … wurden seitens des zahlreichen, distinguierten Publikums stürmisch belacht.“

„Der Versuch … Theater und Kino im Rahmen eines lustigen Schwankes in Einklang zu bringen, ist, wie die Premiere bewiesen hat, vollauf gelungen. (…) Um die Darstellung machten sich die Herren Nekut, Bartl, Hanus, Winterberg sowie Fräulein Bonnot sehr verdient. Besonderes Lob gebührt dem ausgezeichneten Regisseur Herrn Otto. Das Publikum spendete reichlich Beifall.“

„In diesem Filmschwank zeigt sich wieder eine neue Art der Verwendungsmöglichkeit des Films, die sicherlich das große Publikum lebhaft interessieren dürfte. Der praktische Wert dieses Filmschwankes für die Branche liegt wohl darin, zur Popularität des Kinematographen beizusteuern und das Publikum einer großen Ausstellung für das Kino zu gewinnen.“